# Thirame
Le thirame est un disulfure de thiurame de formule chimique (CH3)2NCS–S–S–SCN(CH3)2. C'est un fongicide de contact à large spectre qui agit en bloquant la reproduction des champignons.
Le thirame était utilisé sur : céréales (septoriose, fusariose), soja, colza, pomme et poire (tavelure), pêche (cloque du pêcher) et agrumes.
Parfois il était utilisé comme insecticide, bactéricide, répulsif contre les lapins et les corbeaux.[réf. nécessaire]

## Toxicologie
Il a une toxicité aigüe à mi chemin entre les composés organophosphorés et les organochlorés. il est toxique par inhalation, irritant pour la peau, les yeux et les voies respiratoires.[réf. souhaitée]
Il a une action résiduelle de courte durée dans l'environnement (faible rémanence). 
La dégradation du thirame dans les sols est rapide mais conduit à la formation de plusieurs métabolites, dont l’acide N,N diméthyle carbamasulfonic (DMCS).
Pour les abeilles, les études indiquent une faible toxicité orale et de contact. En revanche, des études en laboratoire indiquent une sensibilité importante concernant les coccinelles et les chrysopes.
Les autorités ont mis en évidence l'existence d'un risque aigu élevé pour les consommateurs et les travailleurs lié à l'application de thirame par pulvérisation foliaire. Elles ont aussi mis en évidence l'existence d'un risque élevé pour :
- les oiseaux et les mammifères découlant de toutes les utilisations représentatives évaluées (y compris le traitement des semences);
- les organismes aquatiques résultant de leur exposition au métabolite DMCS[10].

## Règlementation
À la suite de l'entrée en vigueur du règlement d’exécution (UE) 2018/1500 de la Commission européenne du 9 octobre 2018 concernant le non-renouvellement de l’approbation du thirame, les États membres ont procédé au retrait des autorisations de mise sur le marché et des permis de commerce parallèle de produits phytopharmaceutiques à base de thirame.
Les autorisations sont retirées au 30 janvier 2019.
La fin de vente et de distribution est fixée au 30/04/2019 pour les applications foliaires.
La fin de vente et de distribution est fixée au 31/07/2019 pour les traitements de semences.
La fin d’utilisation des stocks de produits est fixée au 30/04/2019 pour les applications foliaires.
La fin d’utilisation des stocks de produits est fixée au 30/01/2020 pour le traitement des semences.
La fin d’utilisation des semences traitées est fixée au 30/01/2020.
L'interdiction de mise sur le marché et d'utilisation des semences traitées entre en vigueur à partir du 31 janvier 2020.
La teneur maximale autorisée en résidus de thirame était de 0,1 mg·kg-1 dans les céréales. Il est généralement recherché avec sa famille par les laboratoires : Dithiocarbamate (maneb, mancozeb...).